# Eugene Field Park
Eugene Field Park est un parc public d'une superficie de 6,4 hectares situé au 5100 N. Ridgeway Ave. le long de la branche nord de la rivière Chicago, dans le secteur d'Albany Park à Chicago, dans l'État de l'Illinois. Il est géré par le Chicago Park District, l'organisme chargé de la gestion et de l'entretien des parcs publics de la ville de Chicago.
En 2006, Eugene Field Park et son bâtiment administratif historique ont tous deux été ajoutés à la prestigieuse liste du Registre national des lieux historiques (National Register of Historic Places ; NRHP) par le National Park Service.
Le parc fut nommé en l'honneur de Eugene Field (1850-1895), écrivain et éditorialiste pour le Chicago Daily News.

## Description
Situé entre le Bohemian National Cemetery (cimetière national bohémien) au nord et le quartier historique de North Mayfair au sud-ouest, Eugene Field Park a été conçu dans le style néo-Tudor et fut créé entre 1923 et 1930 par Henry J. Stockmans, un urbaniste-paysagiste d'origine allemande. À l'origine, il dépendait du district des parcs de Albany Park District. En 1934, lorsque le Chicago Park District (CPD) a été consolidé, ce dernier prit le contrôle du Eugene Field Park, qui est depuis lors sous sa juridiction. Le parc a changé à plusieurs reprises au fil du temps.
Eugene Field Park a été inscrit au Registre national des lieux historiques (NRHP) le 8 août 2006. La fiche de renseignement au Registre national fait état de l'importance du parc dans les domaines de l'architecture, du divertissement, des loisirs et de l'histoire sociale.

## Bâtiment administratif

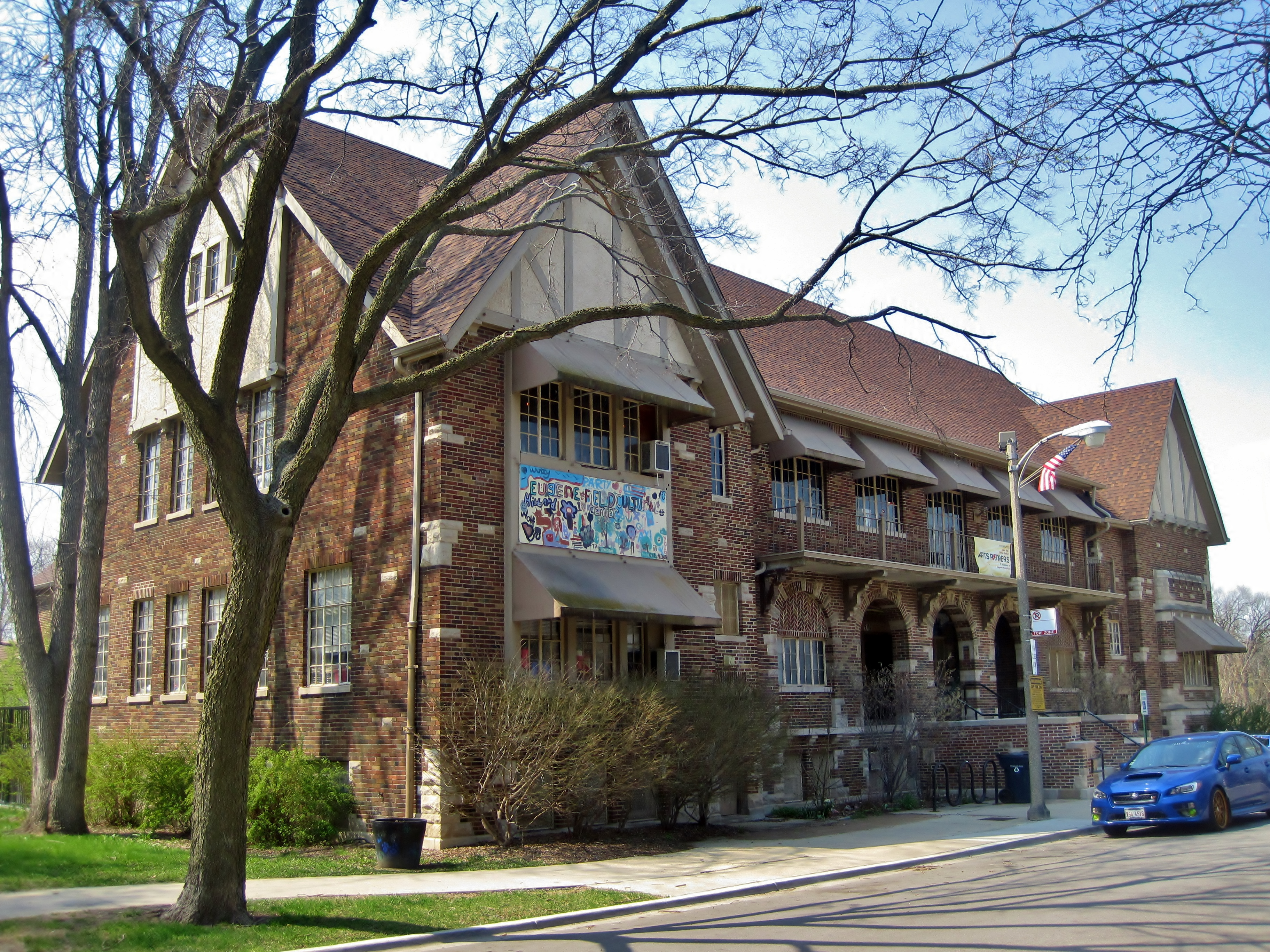
Le bâtiment administratif (Fieldhouse) est de style néo-Tudor.

En 1928, l'architecte Clarence Hatzfeld conçoit le bâtiment administratif du parc (Fieldhouse). Il ouvre ses portes au public à partir de 1930 sur un terrain situé au sud de la branche nord de la rivière Chicago. Ce bâtiment historique fut conçu dans le style néo-Tudor et comprend des éléments stylistiques tels que des colombages, des briques à motifs décoratifs et des corniches crénelées.
L'intérieur du bâtiment comporte des sols en terrazzo. Dans l'auditorium, on trouve des luminaires d'origine et les couloirs sont ornés de consoles décoratives. Au deuxième étage, une niche en marbre abrite une fontaine. Le deuxième étage abrite également deux peintures remarquables : une peinture d'Eugene Field datant de 1941 et portant la signature de l'artiste Joshua Holland, et une peinture murale datant de la période de la Work Projects Administration (WPA) et intitulée The Participation of Youth in the Realm of Fine Arts. Cette peinture murale aurait été réalisée par les élèves d'une classe d'art du Chicago Park District. Entre 2001 et 2006, les peintures ont été restaurées par des membres du Chicago Conservation Center.
Une allée circulaire datant des années 1930, voire d'avant, se trouve devant l'entrée du bâtiment. Cette allée est directement reliée à l'avenue Ridgeway. Dans le passé, une fontaine se trouvait dans l'îlot herbeux au milieu de l'allée. La fontaine fut remplacée par des arbres d'ornement et plusieurs gros blocs de pierre.

## Équipements

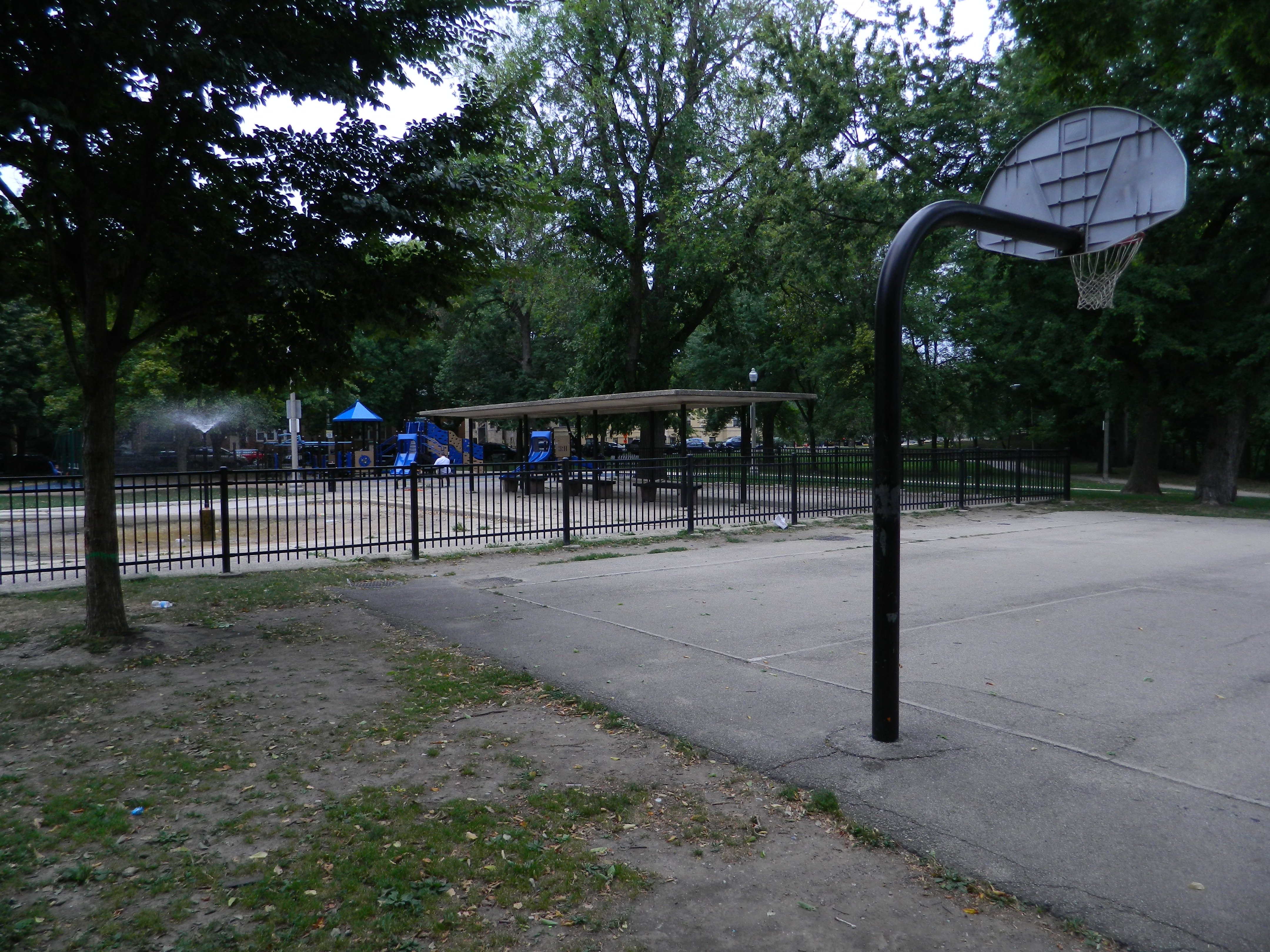
Fontaine à eau et terrain de basketball.

Historiquement, il y avait deux terrains de jeux divisées par un chemin ovale ; au nord de ces aires se trouvaient d'autres équipements de loisirs, notamment une pataugeoire. Dans les années 1950, le Chicago Park District a entrepris des travaux de rénovation de l'aire de jeux et y a ajouté d'autres équipements, dont un abri ouvert, un bac à sable, une pataugeoire et un terrain de basket-ball.
Entre 1970 et 1980, la pataugeoire a été transformée en bassin d'arrosage. L'équipement et l'aire de jeux ont été modernisés au cours des années qui ont suivi.
Aujourd'hui, le parc comprend des courts de tennis, des terrains d'athlétisme utilisés principalement pour le football américain, le baseball et le softball, ainsi qu'une promenade bordée d'arbres longue de près d'un kilomètre qui serpente à travers le parc et une aire de jeux pour les enfants. Eugene Field Park fait partie de l'un des 85 parcs que le Chicago Park District a mis en avant dans une brochure de 2008 intitulée « Nature in the City » (en français « La nature dans la ville »).